# Gambialoa borealis
Gambialoa borealis är en insektsart som beskrevs av Irena Dworakowska 1981. Gambialoa borealis ingår i släktet Gambialoa och familjen dvärgstritar. Inga underarter finns listade i Catalogue of Life.